# Inchcailloch
Inchcailloch („Insel der alten Frau“), auch bekannt als Inchebroida (gälisch: Innis na Cailleach), ist eine Insel im Loch Lomond in Schottland. Der höchste Gipfel der Insel ist 85 Meter hoch.
Sankt Kentigerna kam von Irland nach Schottland, um das Christentum zu predigen und zu verbreiten. Man glaubt, dass die Insel nach ihr benannt ist.

## Geographie und Geologie
Inchmurrin, Creinch, Torrinch und Inchcailloch sind alle Teil des Highland Boundary Fault.
Im Norden der Insel befindet sich ein Gräberfeld, und die Bucht, Port Bawn (gälisch: Port Bàn; englisch: White Port), im Süden.

## Verkehr
Es gibt eine Passagierfähre, die die Insel über den schmalen Kanal mit Balmaha auf dem Festland verbindet. Mit 20.000 Besuchern hat Inchailloch mehr Besucher als die meisten der Inseln von Loch Lomond.

## Geschichte

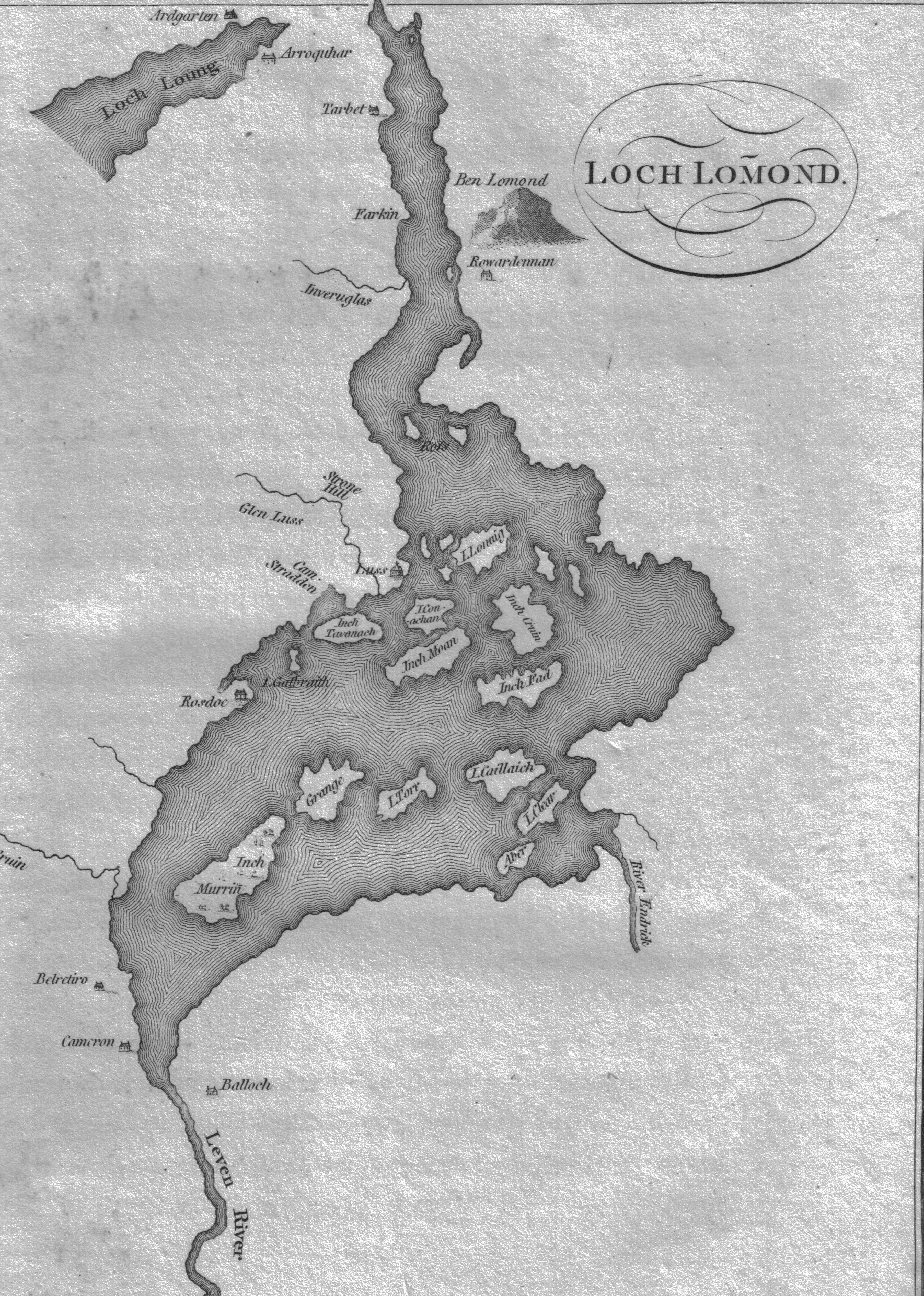
Die Karte aus der Zeit um 1800 zeigt die Inseln von Loch Lomond

Inchcailloch wurde als Jagdgebiet seit der Regentschaft von Robert the Bruce genutzt. Rehe leben bis heute auf der Insel. Weiße Hirsche werden auf der Insel seit 2003 gesichtet. Die schmale Kreuzung ist sehr seicht, und das macht sie zu einer einfachen Passage für Rehe. Die Insel wurde bis ins frühe 18. Jahrhundert landwirtschaftlich genutzt. Die Ruinen des Bauernhofes auf der Insel können heute noch besichtigt werden. Für circa 130 Jahre wurde Inchailloch als Eichenkultur genutzt. Das daraus hervorgebrachte Holz wurde in Balmaha zur Herstellung von Holzessig, Holzteer und Farbstoff verarbeitet.
Inchcailloch war im Besitz einer Kirche, die St. Kentigerna gewidmet war und die Pfarrkirche bis 1621 war, allerdings wurde der Friedhof bis 1947 genutzt. Die Begräbnisstätte des Clan MacGregor beherbergt einige von Rob Roys Ahnen.
Inchcailloch ist Teil eines Naturschutzgebietes, das von der schottischen Naturschutzbehörde NatureScot verwaltet wird.

## Erwähnungen in der Literatur
Inchcailloch ist in Dr. William Frasers The Lennox (1874) erwähnt.
Der Reiseschriftsteller H.V. Morton besuchte die Insel in den 1930er Jahren, und vermerkte:
„The isle is sacred to the MacGregors, and in the tangled brances and amongst the green trees is their ancient burial ground. It was on the halidom of him ‚who sleeps beneath the grey stone of Inchcailloch‘ that members of this vigorous clan used to take their oaths.“
Walter Scott verweist auf die Insel in seinem Gedicht The Lady of the Lake:
„A slender crosslet formed with care
A cubit’s length in measure due
The shafts and limbs were rods of yew
Whose parents in Inch Cailliach wave
Their Shadows o’er Clan Alpine’s grave,
And, answering Lomond’s breezes deep,
Soothe many a chieftain’s endless sleep.“